# José María Farré
José María Farré y Moregó (Lérida, 1897-Barcelona, 1983) fue un notario y político español.

## Biografía
Militó en el jaimismo y durante su juventud fue colaborador de El Correo Leridano y El Correo de Lérida.
Por la posición de la Comunión Tradicionalista contraria a la propaganda en favor del Estatuto de Nuria, abandonó el partido jaimista en 1931 y fue uno de los miembros fundadores de Unión Democrática de Cataluña, de cuyo Consejo Nacional formó parte. 
En las elecciones en el Parlamento de Cataluña de 1932 fue candidato por Barcelona en la lista de la Liga Regionalista.
Por discrepancia respecto a la actitud de UDC respecto a la ley de Contratos de Cultivo, se dio de baja del partido y abandonó la política activa. Aun así, para las elecciones generales españolas de 1936 firmó un manifiesto de ex-consejeros y exsocios de UDC pidiendo el voto al Frente Catalán de Orden, afirmando que la cuestión catalana no era la única ni la más importante, y que por encima de la misma estaba la defensa de los «derechos de la Iglesia y la sociedad» amenazados por «la actuación izquierdista en sentido laicista y marxista».
En 1922 publicó un estudio sobre los «atentados sociales» en España y particularmente en Barcelona, afirmando que entre 1918 y 1921  había habido en Barcelona 809 atentados de carácter social, en los que la mayor parte de las víctimas fueron obreros. Con una visión contraria al Sindicato Único, Farré manifestó que la violencia del sindicalismo revolucionario constituía una forma de propaganda anarquista.
Ejerció de notario en Barcelona desde el año 1925 hasta su jubilación en 1972. En 1936 fue uno de los organizadores del primer Congreso Jurídico Catalán. Murió en Barcelona el 10 de febrero de 1983.

## Obras
- Criminalidad social: el delito de apología (1921)
- Los atentados sociales en España, estudio sociológicojurídico. Estadística de los cometidos desde el 1 de enero de 1917 hasta 1 de enero de 1922, especial de los cometidos en Barcelona desde 1 de enero de 1910 hasta 1 de enero de 1922 (Casa Faure, Madrid, 1922)